# Regno del Congo
Il Regno del Congo o Impero del Congo (in kikongo Kongo dya Ntotila o Wene wa Kongo) fu uno Stato dell'Africa centrale esistito tra la fine del XIV e l'inizio del XX secolo. Il suo territorio corrispondeva circa a quello delle attuali Angola settentrionale, la provincia di Cabinda, la Repubblica del Congo e la parte occidentale della Repubblica Democratica del Congo. Nel periodo della sua massima espansione controllava un territorio che si estendeva dall'Oceano Atlantico a ovest fino al fiume Kwango a est, e dal fiume Congo a nord fino al fiume Cuanza a sud.
Il regno comprendeva numerose province e godeva del rapporto di vassallaggio di molti regni circostanti, come quelli di N'goyo, Kakongo, Ndongo e Matamba. Il monarca dell'impero era chiamato Manikongo. L'etnia principale del regno era quella dei Kongo, appartenente al più grande gruppo etnolinguistico dei Bantu.
Formalmente indipendente, dalla fine del XVI secolo fu sempre più influenzato culturalmente (con la conversione del sovrano al cattolicesimo) ed economicamente dal Portogallo che, nel corso dei secoli, ne minacciò l'integrità territoriale per espandere le proprie colonie. Nel 1914 fu formalmente soppresso dai portoghesi e annesso al loro impero coloniale, anche se parte del suo territorio era già stato smembrato tra Belgio e Francia.

## Storia
Gran parte di quanto si ipotizza sulla storia antica del Regno del Congo (precedente all'inizio dei rapporti con i portoghesi) deriva dalla tradizione orale locale, trascritta dagli europei per la prima volta nel tardo XVI secolo. Particolarmente importante è il corpus di racconti trascritti dal missionario cappuccino italiano Giovanni Cavazzi da Montecuccolo alla metà del XVII secolo. Fra le opere più moderne dello stesso genere si deve citare Nkutama a mvila za makanda, una raccolta di racconti tradizionali pubblicata in kikongo nel 1934 dal missionario redentorista Jean Cuvelier. Una porzione di questi racconti è stata tradotta in francese da Cuvelier, e pubblicata col titolo Traditions congolaise (1930).
La validità storica di questi racconti non è stata accertata. Soprattutto per quanto riguarda le origini del regno, è possibile che i racconti della tradizione orale riflettano una rielaborazione della storia del Congo a vantaggio della dinastia di Mbanza Congo, che emerse probabilmente su altre dimenticate o sottovalutate nella tradizione. Uno degli storici che ha affrontato in modo più approfondito il tema della nascita del Regno del Congo è John Thornton.
A partire dal XVI secolo la presenza europea in Congo divenne più importante, e la scrittura si diffuse presso l'élite aristocratica del regno. Di conseguenza, su questo periodo esiste un'abbondante documentazione, che include resoconti dei viaggiatori europei, documenti formali di governo e diplomatici, materiale epistolare e altro.

### Nascita del regno
Nonostante le scarse ricerche archeologiche svolte finora nella zona, è certo che il primo nucleo del regno del Congo si sia formato da qualche parte lungo il basso corso del fiume Congo. I Bakongo giunsero nella zona probabilmente da nord, nel contesto dei movimenti migratori che coinvolsero gran parte dei popoli bantu. Praticarono l'agricoltura almeno dal X secolo a.C., e la lavorazione del ferro almeno dal IV. Scavi archeologici presso Madingo Kayes (sulla costa atlantica) hanno dimostrato che già dei primi secoli dell'era volgare erano presenti nella zona società complesse e strutturate. Mancano ancora studi approfonditi sull'evoluzione delle ceramiche, ma pare che lo stile che era prevalente all'epoca dei primi resoconti storici sul Regno del Congo (1483) fosse adottato almeno dal XII secolo. Gli scavi a Mbanza Kongo eseguiti fra gli anni sessanta e settanta da Fernando Batalha hanno portato alla luce materiale che potrebbe risalire a un periodo ancora più antico.
Secondo la tradizione, il primo nucleo del regno fu lo Stato di Mpemba Kasi, situato di poco a sud dell'odierna Matadi (Repubblica Democratica del Congo). La dinastia di Mpenda Kasi estese il proprio dominio lungo la valle del fiume Kwilu; i monarchi di questo periodo sarebbero stati sepolti in un luogo sacro chiamato Nsi Kwilu (letteralmente "la patria dei Kwilu" secondo Thornton; forse la capitale del regno). Montesarchio riporta che secondo la tradizione locale, Nsi Kwilu era un luogo talmente sacro che il solo vederlo avrebbe causato la morte del profanatore. Ancora nel XVII secolo, il regnante di Mpenda Kasi veniva chiamato "madre del re del Congo".
Intorno al 1375 Nimi a Nzima, re di Mpemba Kasi, si alleò con Nsaku Lau, sovrano del vicino regno di Mbata, unificando le due linee di successione.
Lukeni lua Nimi (chiamato anche Nimi a Lukeni) fu il primo erede comune dei regni di Mpenba Kasi e Mbata, e viene ricordato come il fondatore del regno del Congo. La nascita del regno si fa coincidere con la conquista di Mwene Kabunga, un regno situato a sud presso il monte Mongo dia Kongo (letteralmente "il monte del Congo"), avvenuta intorno al 1400. Lukeni lua Nimi trasferì la propria capitale a Mbanza Kongo, presso il monte del Congo. Ancora nel XVII secolo, i discendenti di Mwene Kabunga ricordavano la conquista in una rievocazione simbolica. Si è ipotizzato che Mwene Kabunga rappresenti una dinastia precedente, sconfitta da quella iniziata da Lukeni lua Nimi.

### Espansione

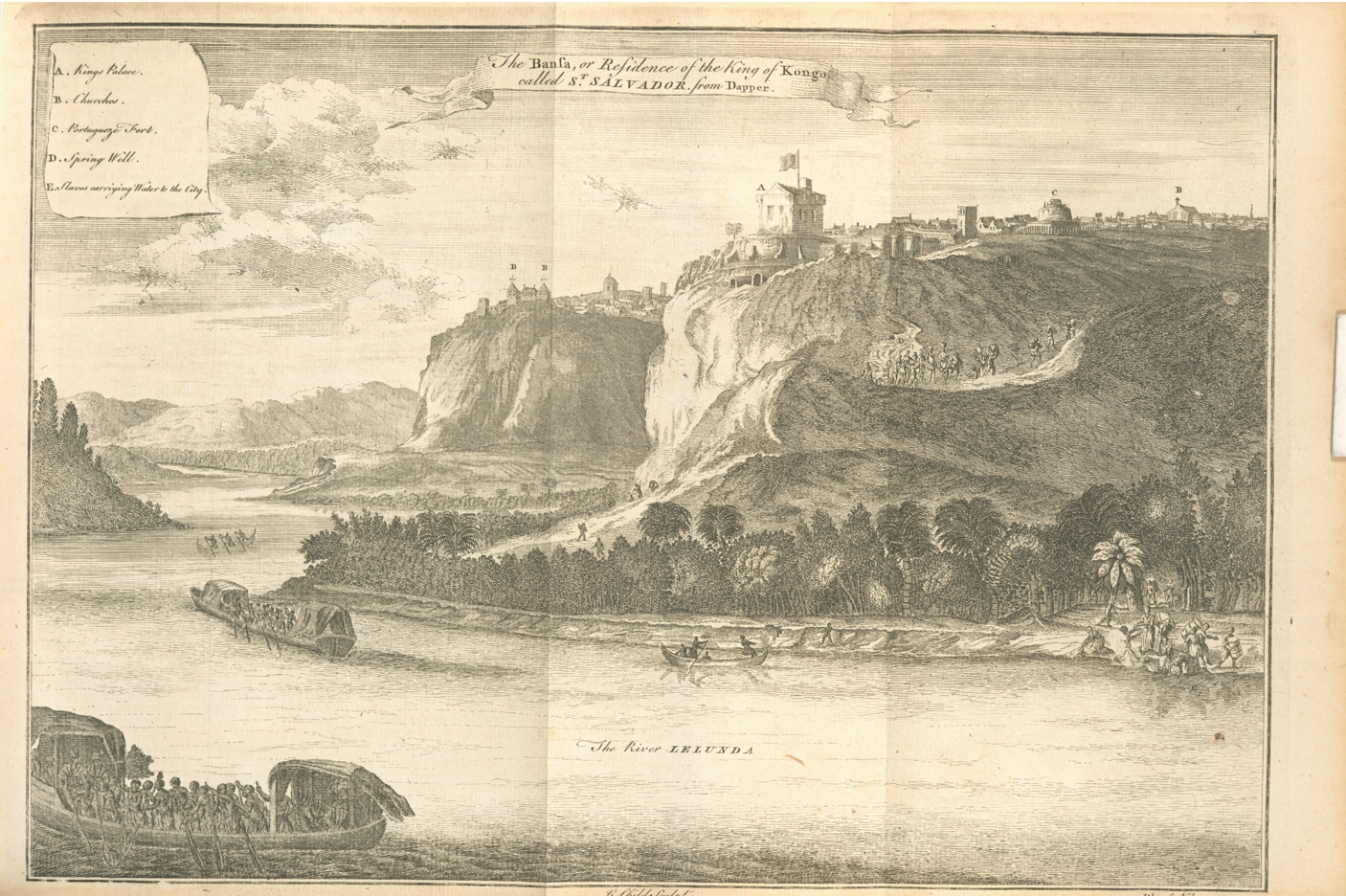
La capitale dell'impero del Congo, oggi Mbanza Congo

Il sistema elettorale stabilito dall'alleanza di Mpemba Kasi e Mbata prevedeva che Lukeni lua Nimi passasse la corona non al proprio figlio, ma al figlio di uno dei suoi fratelli, Nanga. La corona passò poi a un altro nipote della famiglia reale, Nlaza, e infine al figlio di Lukeni lua Nimi, Nkuwu a Lukeni, nel 1440. Quando i portoghesi giunsero per la prima volta in Africa centrale, sul Congo regnava Nzinga a Nkuwu, figlio ed erede di Nkuwu a Lukeni.
I primi re della dinastia continuarono a espandere i confini dell'impero. Alcuni stati, come Mpangu, Nkusu e Wandu, si unirono volontariamente al regno; altri (tra cui Nsundi e Mbamba) furono conquistati. Dai resoconti di Duarte Lopes e altre fonti del XVI secolo si evince che il regno giunse a comprendere oltre venti province, delle quali le più importanti erano Nsundi a nordest, Mpangu al centro, Mbata nel sudest, Soyo del sudovest e Mbamba e Mpemba a sud. I titoli monarchici in uso nel XVI secolo suggeriscono inoltre che numerosi regni circostanti fossero soggetti all'autorità del re del Congo, secondo una relazione simile a quella del vassallaggio europeo. Erano stati vassalli, tra l'altro, i regni di Vungu, Kakongo e N'Goyo e alcuni regni di lingua kimbundu come Matamba, Ndongo (talvolta identificato erroneamente con l'Angola) e Kisama.
Gran parte del potere del re del Congo veniva dalla notevole concentrazione di popolazione attorno al centro di Mbanza Kongo, che si trova in una regione rurale scarsamente popolata (meno 5 persone per km²). I primi portoghesi, giunti alla fine del XV secolo, descrissero Mbanza Kongo come una grande città, paragonabile ad alcuni centri urbani europei (per esempio Évora, in Portogallo). Sebbene non ci siano dati certi sulla popolazione del Congo in questo periodo, le stime successive (come quelle stesse ricavate dai registri battesimali stese dai missionari Gesuiti) indicano che l'area della capitale raccogliesse circa un quinto della popolazione complessiva dell'impero, per un totale di circa 100 000 abitanti. Questa concentrazione forniva al re del Congo un ampio serbatoio di risorse da cui attingere e soldati da reclutare.

### Contatto con i portoghesi
(Pietra di Yellala)

Il simbolo del regno del Congo ideato da Afonso I

Il primo europeo a visitare il regno del Congo fu l'esploratore portoghese Diogo Cão, che visitò la costa africana fra il 1482 e il 1483. Durante la sua permanenza in Congo Cão rapì alcuni membri della nobiltà del regno, portandoli come prigionieri in Portogallo. Due anni dopo, quando Cão riportò gli ostaggi, il re Nzinga a Nkuwu acconsentì a convertirsi al cristianesimo. Nel 1491 Nzinga a Nkuwu e molti altri nobili (a partire dal governatore della provincia di Soyo) furono battezzati da preti cattolici appositamente inviati dal Portogallo. Nzinga a Nkuwu cambiò il proprio nome in Giovanni I (João I) in onore del re portoghese dell'epoca, Giovanni II.
A Giovanni I (morto intorno al 1509) succedette suo figlio Mvemba a Nzinga, che prese il nome di Afonso I. Alla successione tentò di opporsi un fratellastro di Afonso, Mpanzu a Kitima; Afonso lo sconfisse in una celebre battaglia a Mbanza Congo. In seguito, Afonso I spiegò di aver avuto un presagio di vittoria in cui gli erano apparsi san Giacomo e la Vergine Maria. In seguito a questo episodio, il 25 luglio (festa di san Giacomo) divenne festa nazionale del regno; alla sua visione Afonso si ispirò anche nel disegnare il primo simbolo del regno, rimasto in uso fino al 1860.
Afonso I dedicò parte della propria attività politica a favorire lo sviluppo della Chiesa cattolica in Congo. Lo stesso re, con l'aiuto di consiglieri portoghesi come Rui d'Aguiar, si dedicò personalmente a sviluppare una versione sincretica del cristianesimo adatta alla cultura congolese e che potesse quindi essere diffusa efficacemente presso le masse. Una quota fissa dei proventi dell'erario venne dedicata alla costruzione di chiese e alla formazione del clero congolese. Il compito di organizzare il clero nel regno fu affidato a Enrico, che era stato ordinato prete in Europa e dal 1518 era vescovo di Utica.
Il contatto con gli europei portò il rapido sviluppo del commercio degli schiavi, una pratica già diffusa nella cultura dell'Africa occidentale. Afonso mostrò qualche segno di preoccupazione rispetto all'aumentare delle proporzioni del fenomeno, e nel 1526 chiese a Giovanni III, re del Portogallo, di prendere provvedimenti nei confronti dei portoghesi che si dedicavano a questa attività in modo spregiudicato.

### Lotte interne e decentralizzazione del potere
Alla morte di Afonso I si aprì una grave crisi di successione, di cui si hanno ampie notizie nei documenti ufficiali portoghesi sopravvissuti. Fra i contendenti c'erano Nkanga a Mvemba, figlio di Afonso, e Nkumbi a Mpudi, suo nipote. Le fazioni che li sostenevano erano composte di aristocratici, governatori di province, membri del consiglio e persino membri del clero, che durante il regno di Afonso aveva acquisito un notevole potere politico. Nkanga a Mvemba ottenne inizialmente la meglio, venendo incoronato col nome di Pedro I; il suo avversario riuscì però a detronizzarlo poco dopo, acquisendo nel 1545 la corona col nome di Diogo I. Diogo I dovette in seguito respingere una cospirazione ordinata da Pedro, e nel 1556 perse il controllo del regno di Ndongo, che aveva cercato di pacificare. Nonostante queste difficoltà, regnò stabilmente fino al 1561, anno della sua morte.
Dopo la morte di Diogo, le tensioni interne del regno tornarono alla luce. Afonso II, successore di Diogo, fu detronizzato a meno di un anno dall'incoronazione. Gli succedettero Bernardo I (fino al 1566) e Enrico I (dal 1567 al 1568). Quest'ultimo morì in guerra nelle province orientali, lasciando il regno al suo figlioccio Álvaro I (incoronato nel 1568).
Come i suoi predecessori, Álvaro I aveva certamente molti avversari a corte; inoltre, come Enrico I, dovette condurre il regno in tempo di guerra. Nei documenti dell'epoca si parla di invasori provenienti da est e chiamati "Jaga", ma non è chiaro se si trattasse di un popolo che cercava di invadere il regno o di una fazione di aristocratici in rivolta. In ogni caso, la guerra contro i Jaga ebbe come conseguenza la nascita di un rapporto di collaborazione più stretta con il Portogallo. Su richiesta di Álvaro I, i soldati portoghesi di stanza a São Tomé furono inviati a combattere nelle file dell'esercito del Congo; in compenso, Álvaro concesse ai portoghesi di creare una propria colonia nella provincia di Luanda, e in seguito li appoggiò militarmente nello scontro con il regno di Ndongo (nel 1579).
Nel contesto di questo nuovo rapporto fra Portogallo e Congo, Álvaro iniziò a riformare lo stato sulla scorta dei modelli europei, e suo figlio Álvaro II (incoronato nel 1587) continuò e completò quest'opera. Per esempio, i governatori delle province (prima indicati con l'espressione generica mwene) divennero "duchi", "marchesi" e "conti". La capitale storica del regno Mbanza Congo fu ribattezzata São Salvador, e furono inviati emissari alla Santa Sede per chiedere che la città diventasse sede di una nuova diocesi.
Per mantenere la pace all'interno del regno, Álvaro I e Álvaro II avevano fatto molte concessioni alle famiglie aristocratiche che avevano avanzato invano pretese al trono. In passato, il governo delle province era stato concesso su mandato temporaneo della corona (in genere 3 anni); per garantirsi l'appoggio di alcune fazioni aristocratiche, i due re concessero ad alcuni nobili particolarmente potenti di mantenere il controllo di determinate province più a lungo. A beneficiare di questo accordo furono per esempio Manuel, Conte di Soyo (a partire dal 1591) e António da Silva, Duca di Mbamba.
António da Silva divenne in seguito una delle persone più potenti del regno, al punto di trovarsi nella posizione di scegliere quasi autonomamente il successore di Álvaro II. La sua scelta cadde dapprima su Bernardo II (incoronato nel 1614), a cui però fu sostituito nel 1615 Álvaro III. Il ducato di Mbamba era diventato così influente che alla morte di António da Silva Álvaro III ebbe grandi difficoltà a esercitare il proprio diritto a decidere il nuovo governatore della provincia. Lo stesso Álvaro III continuò nella linea dei suoi predecessori concedendo poteri quasi assoluti a un altro nobile, Manuel Jordão, governatore di Nsundi.

### Scontri con i portoghesi
La diffusione del cristianesimo iniziata da Álvaro I aveva portato anche motivi di conflitto fra il Congo e il Portogallo. I vescovi portoghesi si rifiutavano di ordinare sacerdoti congolesi, allo scopo di mantenere un rapporto di dipendenza del Congo dal Portogallo per quanto concerneva le gerarchie ecclesiastiche. Per esercitare una pressione opposta, i re del Congo spesso si rifiutavano di pagare i salari convenuti ai sacerdoti e ai missionari europei (per esempio ai gesuiti).
Nello stesso periodo, il Congo iniziò a subire la pressione dell'Angola, che nel frattempo era diventata una colonia portoghese. Negli anni 1590 dall'Angola era partita una prima campagna di invasione della regione di Nambu. I governatori portoghesi dell'Angola divennero via via più aggressivi. Luis Mendes de Vasconcelos, nominato governatore nel 1617, impiegò gruppi mercenari africani chiamati Imbangala per attaccare e razziare prima il regno di Ndongo e poi le province meridionali del Regno del Congo. Mendes de Vasconcelos era particolarmente interessato alla provincia di Kasanze, dove trovavano asilo politico molti schiavi che fuggivano dalla colonia portoghese di Luanda.
Dopo la morte di Álvaro III, il nuovo governatore dell'Angola, João Correia de Sousa, pretese di intervenire nella nomina del successore di Álvaro. L'aristocrazia congolese si oppose a questa interferenza e nominò re Pedro II, già duca di Mbamba, che Sousa riteneva colpevole di aver accolto nella propria provincia schiavi in fuga provenienti dall'Angola. Nel 1622, in reazione a questa elezione sgradita, Sousa iniziò una campagna su vasta scala per invadere il Regno del Congo a partire dalle province meridionali.
La prima provincia a subire l'offensiva angolana fu Kasanze; seguì Ngongo, il cui governatore, Pedro Afonso, era fra gli aristocratici accusati di offrire asilo politico agli schiavi fuggitivi. Pedro Afonso si dichiarò disponibile a estromettere 20.000 schiavi rifugiatisi nella sua provincia, ma i portoghesi non rinunciarono all'attacco. Lo stesso Pedro Afonso fu ucciso dagli invasori.
Nel novembre del 1622, presa Ngongo, i portoghesi marciarono su Mbamba, ottenendo una prima vittoria nella battaglia di Mbumbi, in cui i duchi di Mbamba e di Mpemba furono uccisi; i resoconti dell'epoca riportano che i loro corpi furono divorati dai mercenari Imbangala. Nonostante questa vittoria, i portoghesi furono poi sconfitti dalle truppe del re Pedro II, che entrarono in Mbamba e sconfissero gli europei in una battaglia nei pressi di Mbanda Kasi.
Terminata la guerra, Pedro II protestò per l'accaduto presso il re di Spagna e il papa. I numerosi portoghesi residenti nel Congo furono vittime di rappresaglie da parte della popolazione locale, nonostante essi avessero espresso anche formalmente la loro condanna dell'operato di João Correia de Sousa. Pedro II si impegnò personalmente per proteggere la comunità di portoghesi (soprattutto mercanti) presente nel suo regno, cosa che i suoi detrattori non mancarono di pubblicizzare, chiamandolo dispregiativamente "re dei portoghesi". Sousa fu criticato anche dai mercanti della provincia di Luanda (appoggiati dai Gesuiti), che erano danneggiati dalla crisi nei rapporti fra congolesi e portoghesi, e alla fine fu costretto a tornare in Europa. Il governatore che lo sostituì fu molto conciliante nei confronti del Congo, e consentì il rimpatrio di alcuni prigionieri di guerra, inclusi diversi aristocratici congolesi catturati nella battaglia di Mbumbi.
Nonostante la sostituzione di Sousa con governatori più moderati, Pedro II era deciso a liberarsi della minaccia rappresentata dall'Angola, e chiese il sostegno dei Paesi Bassi in un'azione militare contro la colonia portoghese, offrendo in cambio oro, argento e avorio. Una flotta olandese comandata dal rinomato ammiraglio Piet Heyn giunse in Luanda nel 1624. Nel frattempo, però, Pedro II era morto; suo figlio, succeduto al trono come Garcia I, decise di rinunciare all'attacco, condannando l'idea di una guerra fra due paesi entrambi di fede cattolica.

### Conflitti interni e accordi con l'Olanda
Alla fine del primo quarto del XVII secolo, il Regno del Congo entrò in una nuova fase politica, caratterizzata dall'inasprirsi delle lotte per la successione che già da oltre un secolo avevano scosso il paese. In questa fase vennero delineandosi due principali fazioni rivali: la casa di Kwilu, a cui erano appartenuti i re di nome Álvaro, e la casa di Nsundi, a cui invece apparteneva Pedro II. La casa di Nsundi, che era salita al trono in seguito alla mancanza di un erede diretto alla morte di Álvaro III, cercò di consolidare la propria posizione posizionando propri simpatizzanti nei ruoli di maggiore prestigio, come la carica di conte di Soyo, che fu assegnata a un aristocratico Nsundi di nome Paulo. Nonostante queste manovre, Garcia I fu alla fine rovesciato da Manuel Jordão, sostenitore della casa di Kwilu, che riuscì a fare incoronare Ambrósio I. Le lotte per la successione comunque continuarono fino agli anni 1640. In seguito, i casati di Kwilu e Nsundi confluirono nella dinastia Kinlaza. A questa si oppose una nuova fazione, quella della casa di Kimpanzu, formata da famiglie delle case Kwilo e Nsundi non appartenenti al ramo dei Kinlaza.
Durante il regno di Garcia II (uno dei fondatori della dinastia Kinlaza), gli olandesi invasero la provincia di Luanda. In ossequio agli accordi presi con l'Olanda dal suo predecessore Pedro II, Garcia mise a disposizione degli olandesi il proprio supporto militare. Gli olandesi resero il favore nel 1642, inviando le proprie truppe in sostegno di quelle reali in occasione di una rivolta nella regione di Dembos. Garcia ripagò i nuovi alleati consegnando agli olandesi, come schiavi, i ribelli catturati in battaglia; questi furono mandati a lavorare nelle piantagioni di zucchero in Brasile.
Nel 1643, in seguito alle continue incursioni dei portoghesi stanziati lungo il fiume Bengo, l'Olanda decise di aprire nuovamente le ostilità contro i suoi rivali europei. Garcia inviò nuovamente un contingente di supporto, e i portoghesi furono costretti a ritirarsi verso Muxima e Masangano, presso il fiume Kwanza. Anche in questa occasione, la Compagnia olandese delle Indie Occidentali si accontentò di respingere i portoghesi dalla costa, senza procedere all'invasione dell'Angola. Portoghesi e olandesi firmarono nello stesso 1643 un trattato di pace che deluse le aspirazioni di Garcia. Tuttavia, ridimensionata la minaccia portoghese, il re del Congo poté occuparsi attivamente di un'altra questione, ovvero della crescente potenza del conte di Soyo.
Dopo la morte del conte Paulo, sostenitore della dinastia Kinlaza (1641), la contea di Soyo passò nelle mani di Daniel da Silva, un aristocratico del casato di Kwilu. Da Silva era un sostenitore della casa di Kimpanzu, che si opponeva alla dinastia reale; egli cercò di svincolare progressivamente la contea di Soyo dal controllo di Garcia.
Nel 1645, dopo la sconfitta dei portoghesi, Garcia mosse guerra a Soyo, affidando il comando dell'esercito a suo figlio Afonso. La campagna fu fallimentare, soprattutto grazie alla resistenza della roccaforte di Soyo, Mfinda Ngula. Lo stesso Afonso fu catturato in battaglia, e Garcia dovette accettare l'umiliazione di negoziare con Soyo la sua liberazione. Nel 1646, Garcia tentò nuovamente di invadere Soyo, di nuovo senza risultati.

### Guerra civile
Nel 1648, l'arrivo di rinforzi dal Brasile consentì ai portoghesi di consolidare le proprie posizioni in Africa Occidentale, e avanzare nuove richieste nei confronti del Regno del Congo. I portoghesi chiesero la restituzione di Luanda, e qualche tempo dopo effettivamente se ne impossessarono. Inoltre, cercarono di portare sotto il loro completo la provincia meridionale di Mbwila, che aveva firmato un trattato di vassallaggio con il Portogallo nel 1619, ma era contemporaneamente in condizioni di vassallaggio verso il Congo. I portoghesi cercarono a più riprese di invaderla, senza successo.
Nel 1661 venne incoronato un nuovo re del Congo, António I. Questi cercò di proseguire l'azione anti-portoghese dei suoi predecessori, cercando di mobilitare in questo senso le province di Matamba e Mbwila (che erano in buoni rapporti col Portogallo) e di ottenere l'appoggio della Spagna. Nel 1665, i portoghesi e l'esercito del re del Congo si scontrarono per il controllo di Mbwila a Ulanga, presso Mbanza Mbwila, capitale della provincia. Nella battaglia di Mbwila, i portoghesi ottennero la loro prima vittoria contro il Congo dal 1622. António I e molti membri della corte furono uccisi nello scontro. Nella battaglia perse la vita anche Manuel Roboredo, un prete cappuccino che si era prodigato per impedire la guerra.
La battaglia di Mbwila lasciò il Congo ancora una volta senza un erede al trono. Le due fazioni di Kimpanzu e Kinlaza si scontrarono duramente, dividendosi di fatto il regno. Diversi eredi delle due fazioni salirono al trono per essere rovesciati poco tempo dopo. Mentre la monarchia del Congo si indeboliva in questa guerra civile, aumentava il potere della contea di Soyo. Nel 1670, su richiesta del potere centrale del regno, i portoghesi di Luanda invasero la contea di Soyo, subendo una pesante sconfitta nella battaglia di Kitombo, il 18 ottobre. La disfatta fu tale che il Portogallo abbandonò qualsiasi pretesa sul Congo e le sue province fino alla fine del XIX secolo.
Lo scontro fra le dinastie Kimpanzu e Kinlaza intanto continuava a protrarsi e a diventare più violento, tanto che nel 1678 la stessa capitale São Salvador fu saccheggiata e distrutta. Migliaia di profughi cercarono di allontanarsi dal conflitto; molti di questi furono catturati dai mercanti di schiavi e deportati nelle colonie britanniche, francesi, olandesi e portoghesi. Il controllo del territorio andò sempre più frammentandosi (a partire dall'indipendenza ottenuta dalla contea di Soyo), fino alla completa disgregazione del potere centrale. Persino le due dinastie principali si scissero in rami contrapposti. Alla fine del XVII secolo, i due principali gruppi erano i Kinlaza di Mbula (o Lemba), una linea dinastica che risaliva a Pedro III, e la linea di Kibangu, che vantava discendenza mista Kinlaza e Kimpanzu.

### Dona Beatriz e la riunificazione

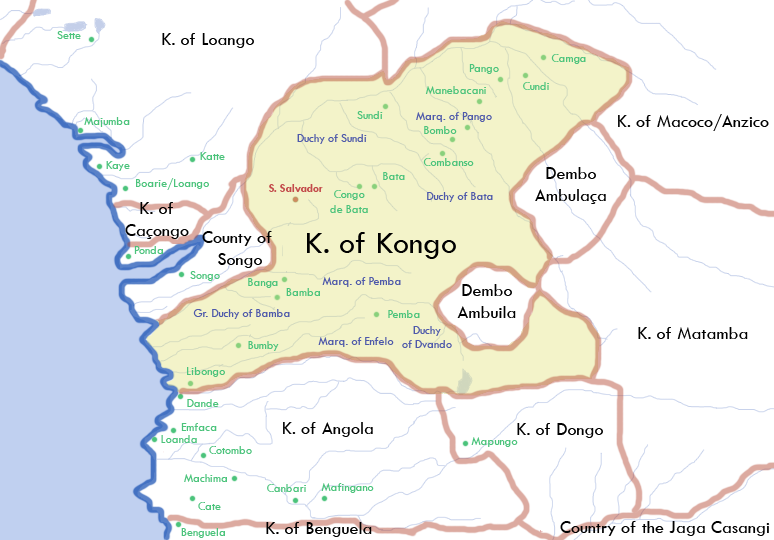
Il Regno del Congo nel 1711

Durante questo periodo di crisi, una giovane donna di nome Kimpa Vita si presentò agli eredi delle due linee dinastiche principali, sostenendo di essere posseduta dallo spirito di Sant'Antonio di Padova e di avere ricevuto la missione di riunificare il regno; per questa missione si attribuì il nome di Dona Beatriz. Fu ricevuta prima da Pedro IV della casa di Kibangu (nel 1704) e poi da João III, che governava su Mbula. Non avendo ottenuto nulla dai due sovrani, si recò nella capitale abbandonata di São Salvador, e diede inizio a un movimento popolare che raccolse migliaia di persone e che rifondò formalmente l'antico Regno del Congo. Beatriz in seguito sostenne anche che i libri sacri in realtà parlavano del Congo, che Nsundi era la Betlemme dei Vangeli e São Salvador Gerusalemme. Il diffondersi del fanatismo religioso attorno alla sua persona, e le affermazioni che aveva fatto sull'interpretazione della Bibbia, servirono come pretesto per Pedro IV, che la fece rapire (mentre era incinta) e bruciare sul rogo come strega ed eretica nel 1706. Nonostante il breve periodo della sua attività, la figura di Dona Beatriz contribuì in modo sostanziale a definire lo spirito religioso popolare del Congo.
Pedro IV comunque decise anche di cavalcare il movimento popolare per la riunificazione iniziato da Beatriz. Tornò a São Salvador e nel 1709 portò a termine la riunificazione del paese. Accordi con le fazioni avversarie portarono a un nuovo sistema elettivo (definito nel 1716) che prevedeva che il re sarebbe stato scelto alternando fra le dinastie Kimpanzu e Kinlaza.

### Ripresa delle rivalità e crollo del regno
Nonostante la riunificazione formale del regno, già Manuel II, successore di Pedro IV, dovette affrontare nuovi tumulti interni: si ha notizia almeno di un importante scontro militare, avvenuto negli anni 1730 nella provincia di Mbamba. A Manuel II seguirono Garcia IV (re dal 1743 al 1752) e Pedro V. Pedro fu rovesciato negli anni 1760 da Álvaro XI, evento che diede inizio a una nuova guerra civile. Gli scontri si placarono brevemente durante il regno di José I (1779–1785) e Afonso V (1785–1787). Seguirono nuovi scontri che accompagnarono l'incoronazione prima di Henrique I e poi di Garcia V, che tenne il trono stabilmente dal 1805 al 1830.
Negli anni 1850 il trono tornò a essere conteso, e i portoghesi intervennero, appoggiando militarmente l'ascesa al trono di un pretendente che ricevette lo stesso nome di un suo predecessore, Pedro V, mantenendo poi una presenza militare a São Salvador, per circa un decennio. Per conservare questo prezioso appoggio esterno, Pedro V concesse un potere via via crescente ai portoghesi. In occasione della spartizione dell'Africa dopo la Conferenza di Berlino del 1884-1885, il Portogallo ottenne gran parte del regno del Congo, e lo stesso Pedro V formalizzò ulteriormente la sua sudditanza dichiarandosi vassallo del re del Portogallo nel 1888. La carica di manikongo (re) rimase, ma andò via via trasformandosi in un ruolo puramente simbolico. L'ultimo re, Manuel III, rimase sul trono dal 1911 fino al 1914, quando il titolo di re del Congo venne formalmente abolito dal governo coloniale portoghese.

## Cultura e società
Gran parte di quello che sappiamo sul Regno del Congo deriva da informazioni raccolte dai missionari fra la fine del XVI e la metà del XVII secolo. Il confronto con gli scarsi documenti relativi ai periodi precedenti, e con la tradizione orale, fanno comunque supporre che lo stile di vita nel regno prima dell'avvento degli europei non fosse sostanzialmente diverso da quello osservato dai missionari.

### Lingua
La maggior parte dei cittadini del Regno del Congo parlavano una versione antica del kikongo, tuttora molto diffusa fra le popolazioni dell'area.

### Religione
Il regno del Congo fu ufficialmente cristiano a partire dal regno di Afonso I. Questi dedicò una buona parte delle risorse dello Stato alla costruzione di chiese e alla formazione di un clero congolese. La religione cristiana fu diffusa innanzitutto attraverso le scuole, i cui maestri (mestres) erano membri dell'aristocrazia e avevano il compito esplicito di diffondere la religione nel popolo. Come in altre parti dell'Africa, il processo di cristianizzazione diede luogo a forme sincretiche, in cui la nuova religione veniva combinata con la cultura e le credenze preesistenti. Nel caso specifico del Congo, questo processo non fu casuale e contingente, ma anche coerentemente pianificato e guidato dal clero locale, che per esempio stabilì il nome congolese della Bibbia, nkanda ukisi (letteralmente "libro sacro"). Il clero europeo oppose una certa resistenza all'africanizzazione del cristianesimo, ma non poté arrestare questo processo.
La formazione dello spirito religioso popolare in Congo è stato fortemente influenzato anche dalle teorie di Dona Beatriz, una visionaria che ebbe anche un ruolo fondamentale nella riunificazione del regno dopo il lungo periodo di guerra civile avvenuto fra il XVII e il XVIII secolo. Beatriz aveva sostenuto che le vicende narrate nel Vangelo non erano avvenuto in Palestina ma in Congo. Sebbene gli elementi più radicali di questa visione siano stati in gran parte sradicati dalla successiva azione del clero, nella religiosità congolese rimasero a lungo tracce di questa dottrina. Una delle icone religiose tradizionali del Congo, per esempio, è la figura di Cristo rappresentato come un africano (iconografia che fu particolarmente diffusa nel XVIII e XIX secolo). Un altro esempio è la leggenda secondo cui la chiesa gesuita di São Salvador, oggi elevata allo status di cattedrale, fosse stata ricostruita dagli angeli dopo la sua parziale distruzione, avvenuta nel periodo della guerra civile.

### Musica
La principale fonte circa la musica del Congo sono i resoconti redatti da Duarte Lopes, che descrisse la musica militare suonata dall'esercito dell'impero intorno al 1580. Altri hanno fornito descrizioni degli strumenti musicali tradizionali della regione.
La maggior parte degli strumenti tipici congolesi erano tamburi e altre percussioni; uno xilofono chiamato palaku veniva utilizzato soprattutto nella musica cerimoniale. Nelle celebrazioni era comune anche l'uso di strumenti ricavati da corna di animale, detti mpungi. Molti strumenti tradizionali congolesi si sono diffusi in gran parte del mondo, e in particolare verso le Americhe, in seguito alla tratta degli schiavi africani.
Dopo l'avvento degli europei, agli strumenti tradizionali si aggiunsero quelli europei, che venivano usati soprattutto in chiesa. A partire dal 1619, i Gesuiti di São Salvador insegnarono ai congolesi anche la musica corale. Dalle testimonianze dell'epoca risulta che in diversi casi gli strumenti tradizionali e quelli europei venivano utilizzati insieme.

### Sport e giochi
Gli sport e i giochi probabilmente non avevano un ruolo importante nella vita in Congo prima dell'arrivo degli europei; i primi accenni ad attività di questo genere si trovano infatti nei resoconti del XIX secolo di W. Holman Bentley. Bentley fa riferimento a diversi giochi e sport, inclusi l'hockey (chiamato mbadi), il wrestling molto importante e lo nclaca (una combinazione di golf e hockey).

## Politica

### Amministrazione del regno
La struttura sociale fondamentale del regno era il villaggio, chiamato vata (libata nei documenti in portoghese). Ogni villaggio aveva un capo locale chiamato nkuluntu (mocolunto in portoghese). La popolazione di un villaggio era in genere di poche centinaia di persone. I villaggi venivano spostati frequentemente (probabilmente ogni dieci anni circa) in seguito all'impoverimento del suolo. Tutte le famiglie del villaggio partecipavano al lavoro nei campi, e si dividevano il raccolto equamente, sulla base della numerosità di ogni nucleo familiare; solo il capo-villaggio riceveva una porzione maggiore del raccolto.
I villaggi erano raggruppati in province dette wene. Ogni provincia aveva un capoluogo chiamato mbanza, che contava in genere qualche migliaio di abitanti, e in cui risiedeva il governatore della provincia, lo mwene (mani in portoghese). In genere, il governatore era scelto dal re o dalla famiglia reale, e riceveva l'incarico nella forma di un mandato temporaneo, solitamente della durata di 3 anni; in seguito, soprattutto a partire dal XVII secolo, divenne più frequente il caso di governatori che mantenevano il mandato per lunghi periodi (questo avvenne in modo particolarmente eclatante per la provincia di Soyo). Alcune delle province (per esempio quelle di Mbata e Nkusu) erano tradizionalmente governate da membri della famiglia reale. Quando la terminologia europea (portoghese) entrò in uso nell'amministrazione del regno, le province vennero classificate in "ducati", marchesati e contee, e i corrispondenti titoli sostituirono quello tradizionale di mwene; lo mwnene Mbamba, per esempio, divenne "Duca di Mbamba" a partire dagli anni 1590.
Il governatore di una provincia riscuoteva le tasse (un'imposta fissa pro capite), e versava una parte dei proventi alle casse centrali. Inoltre, al re andavano gli introiti di una serie di altre tasse che venivano pagate dai commercianti; particolarmente ricco era il commercio di tessuti fra le regioni orientali, chiamate "i sette regni", e la costa. Dopo l'avvento degli europei, il regno del Congo iniziò a commerciare anche con le colonie, soprattutto con quella portoghese di Luanda. Dopo la conversione al Cristianesimo del re del Congo, una quota fissa dei proventi del fisco fu destinata alla chiesa, e alle chiese fu concesso di imporre localmente ulteriori balzelli per battesimi, funerali e altre cerimonie. Alcune province, come Mbamba, erano estremamente grandi e avevano un'ulteriore suddivisione amministrativa interna. Il titolo di governatore di queste province era particolarmente importante.
Escludendo l'esazione delle tasse e in parte la gestione dell'esercito, il potere era fortemente centralizzato a Mbanza Congo. Lo stesso regno di Mbata perse il proprio rapporto di parità con Mpemba Kasi, mantenendo un riconoscimento solo formale, la denominazione Nkaka'ndi a Mwene Kongo ("nonno del re del Congo").

### Elezione del re
Il re del Congo o manikongo era eletto da un'assemblea di alti funzionari che includeva i governatori di province come Mbata, Vunda o Soyo. Alcuni re cercarono di opporsi a questa prassi e di nominare direttamente il proprio successore, e alcuni vi riuscirono. Non è chiaro, inoltre, se l'insieme degli elettori fosse fissato a livello formale o se la sua formazione fosse influenzato di volta in volta da manovre politiche e rapporti di forza contingenti. Certamente, i meccanismi della successione lasciavano spazio a una certa contesa politica, che in più occasioni sfociò in situazioni di crisi o di vera e propria guerra civile. Lo stesso Afonso I dovette certamente conquistare la corona sconfiggendo altri pretendenti, anche se i dettagli di questa contesa non sono noti; dopo la sua morte, il problema della successione divenne ancora più evidente.
Con la pesante tutela portoghese il regno oltre che la fede cattolica assunse anche una fisionomia amministrativa di stampo europeo. Il territorio fu suddiviso in vasti distretti ad imitazione del sistema feudale allora ancora vigente in Europa:
- Contea di Songo: sede della capitale São Salvador o MBanza e del vescovo cattolico
- Ducato di Bamba, con la sede a Ponga
- Ducato di Sundi
- Ducato di Bata
- Ducato di Dvando nel sud del paese
- Marchesato di Pemba
- Marchesato di Pango
- Marchesato Enfelo nel sud

Nel periodo di massima influenza il potere politico del regno si estese anche sui regni limitrofi quale quelli dei Tekkè, del Loango, del Dongo, del Cassongo.

## Economia
I primi resoconti europei parlano del Regno del Congo come di uno stato molto sviluppato, con una fitta rete commerciale. Come moneta corrente si usavano dapprima conchiglie pregiate chiamate nzimbu (Olivella nana), mentre quando nel 1651 il re Garcia II cedette i diritti di pesca nell'area di Luanda ai portoghesi, venne adottata come valuta un tessuto di rafia chiamato mpusu. Si scambiavano soprattutto avorio, articoli in rame e ferro e ceramica. La regione orientale, chiamata "i sette regni", era particolarmente nota per la produzione di tessuti.

### Commercio degli schiavi
Il commercio di schiavi era un'attività molto praticata. Già prima che la colonizzazione delle Americhe portasse all'esplosione di questo mercato, gli schiavi erano una merce di scambio comune per i commercianti congolesi. Le prime lettere di Alfonso I fanno riferimento a mercati dedicati a questo commercio, e l'Atlante redatto da Alberto Cantino nel 1502 cita il regno del Congo parlando della provenienza degli schiavi di São Tomé.
Tradizionalmente, gli schiavi erano probabilmente prigionieri di guerra, o persone che avevano perso la libertà per cause riconosciute dalle autorità. In seguito all'aumentare della richiesta di schiavi, il traffico divenne meno regolamentato e Alfonso I manifestò al re del Portogallo la preoccupazione circa il fatto che persone comuni venissero semplicemente rapite per essere vendute ai mercanti portoghesi.

## Esercito
L'unità principale dell'esercito del Congo erano gli arcieri, arruolati in grande numero dalla popolazione maschile. A questi si aggiungeva una fanteria pesante armata di spada e scudo e composta di aristocratici (i documenti portoghesi parlano di fidalgos, termine che si riferisce alla nobiltà di livello inferiore). Si stima che il contingente principale dell'esercito, stanziato presso la capitale in tempo di pace, comprendesse circa 20.000 soldati; contingenti minori erano assegnati alle province, e comandati direttamente dal governatore locale.
In tempo di guerra (incluso il caso delle guerre civili, che divennero sempre più comuni dal XVII secolo in poi), tutta la popolazione era soggetta alla leva. Coloro che non combattevano (per esempio le donne) servivano comunque nell'esercito con funzioni di supporto. È probabile che difficoltà logistiche impedissero la creazione di eserciti troppo grandi o l'eccessivo prolungarsi della mobilitazione. Si stima che la massima dimensione dell'esercito del re potesse arrivare a 20 o 30.000 unità; alcune fonti non verificabili menzionano casi di battaglie in cui sarebbero stati impiegati fino a 50.000 soldati.
I soldati venivano reclutati lo stesso giorno in cui venivano esatte le tasse. Nel Congo cristianizzato, il giorno in questione era il 25 luglio, festa di San Giovanni, un santo molto amato dai congolesi (in quel giorno veniva anche ricordata la vittoria di Alfonso I contro il suo fratellastro).
Con lo stabilirsi dei rapporti di collaborazione fra il re del Congo e il Portogallo, soldati portoghesi (soprattutto moschettieri) furono inclusi nell'esercito del re, probabilmente come mercenari. Si sa per esempio che i moschettieri portoghesi combatterono nella guerra contro Munza nel 1513. In seguito le armi europee diventarono più disponibili e vennero formati reggimenti di moschettieri congolesi (questi furono impiegati, per esempio, nei combattimenti contro i portoghesi del 1622; nella battaglia di Mbwila queste unità erano circa 360).